# Harem (Scutari)
Harem è un quartiere (in turco semt) della parte asiatica di Istanbul, in Turchia. Appartenente al distretto di Scutari, si trova sulla costa meridionale del Bosforo, vicino all'imbocco del Mar di Marmara, tra i centri dei distretti di Üsküdar e Kadıköy, accanto al terminal di Haydarpaşa.
A Harem si trova uno dei due principali terminal dei pullman di Istanbul (in turco Harem Otogarı)  da cui partono i pullman per quasi tutte le città della Turchia. Nell'ottobre 2013, il Comune metropolitano ha annunciato l'intenzione di trasferire il terminal dei pullman di Harem a causa di problemi di capacità e di congestione del traffico all'interno della città.
 A Harem c'è un terminal di traghetti per auto gestito da İDO per una linea diretta a Sirkeci, che si trova proprio di fronte allo stretto. La linea di traghetti per auto offre un'alternativa al traffico pesante del Ponte sul Bosforo.
La caserma di Selimiye, nota soprattutto come il luogo in cui l'infermiera Florence Nightingale si prese cura dei soldati britannici feriti e infetti durante la guerra di Crimea, si trova sull'autostrada che collega i terminal all'autostrada Istanbul-Ankara (O.2).